# Guillermo Marquiegui
Juan Guillermo Marquiegui  (San Salvador de Jujuy, Virreinato del Río de la Plata, enero de 1777 - San Salvador de Jujuy, Argentina, c. 1832) fue un militar español, jefe de caballería del ejército realista en América que combatió encarnizadamente a los independentistas de la Argentina, tanto contra las Expediciones Auxiliadoras al Alto Perú, como contra los gauchos de Martín Miguel de Güemes. Alcanzó el grado de coronel y fue uno de los líderes realistas partidarios de Pedro Antonio Olañeta, fue capturado por Valdés y permaneció prisionero en el Cuzco hasta la capitulación de Ayacucho. Concluida la contienda abandonó la vida militar y regresó a su lugar de origen. 

## Biografía
Comerciante desde su juventud, se dedicaba a trasladar mercaderías entre la provincia de Salta y el Alto Perú. Tras algunos fracasos políticos, se enroló como teniente del regimiento de voluntarios de caballería de Salta, lo que le permitió llegar a puestos encumbrados en el cabildo de su ciudad natal: en 1811, ya ocurrida la Revolución de Mayo, fue elegido alcalde de segundo voto del cabildo.
Cuando en 1812, tras la derrota argentina en la batalla de Huaqui, se negó a participar en el Éxodo Jujeño ordenado por el general del Ejército del Norte, Manuel Belgrano, se ocultó y se incorporó como baqueano al ejército del general Pío Tristán. Participó de la invasión hacia el sur, y de las batallas de Tucumán y Salta. Tras la retirada hacia el norte, se acogió a la dispensa otorgada por el arzobispo de Chuquisaca, que invalidó el juramento que todo el ejército había hecho de no volver a tomar las armas.
Combatió en las batallas de Vilcapugio y Ayohúma, y comandó una columna que invadió la ciudad de Salta por el camino del Fuerte de Cobos, con lo que facilitó un gran avance realista. No obstante, el ejército de Joaquín de la Pezuela fue derrotado.
Ocupó cargos políticos de importancia en Jujuy, cada vez que esa ciudad cayó en manos de los realistas.
Combatió en la batalla de Sipe-Sipe – en la que fue seriamente herido – como jefe del regimiento de Cazadores.
Se recuperó de sus heridas, y con la ayuda de su hermana, la hermosa Pepita Marquiegui, esposa del general Pedro Antonio Olañeta, participó en todas las invasiones a Jujuy y Salta. Fue ascendido a coronel en 1817.
En abril de 1821, dirigió un ataque general a Jujuy, en momentos en que el jefe de la Guerra Gaucha, Martín Miguel de Güemes, estaba dedicado a enfrentar a sus enemigos en Tucumán y en la ciudad de Salta. Sin embargo, un pequeño contingente de jujeños, al mando de José Ignacio Gorriti, lo cercó en León, un pueblo en la entrada sur de la Quebrada de Humahuaca durante dos días y lo obligó a rendirse con 300 hombres. Ese fue el "Día Grande de Jujuy", en que un pequeño grupo de jujeños, sin ayuda externa, derrotaba a un regimiento profesional, cuyo jefe era el tan temido Marquiegui. Además, este quedó seriamente herido del brazo que le quedaba.
Fue enviado prisionero a Salta, en apariencia moribundo. Pero sobrevivió y fue liberado por la invasión realista de José María Valdés, en junio de ese mismo año. Días después moría Güemes, pero Marquiegui no llegó a participar en la derrota de semanas más tarde ante Gorriti y Jorge Enrique Vidt. Herido aún, fue evacuado durante la retirada de Olañeta. Al llegar a Potosí, este ascendió a su cuñado a general.[cita requerida]
Siguió luchando junto a Olañeta durante los años del protectorado del general José de San Martín en el Perú. Pero el jefe realista se iba quedando sin aliados; nombró a Marquiegui gobernador de Chuquisaca y presidente de la Real Audiencia. Poco después, al llegar la noticia de la victoria enemiga en la batalla de Ayacucho, empezó a negociar el regreso a su ciudad.
Para la fecha en que su cuñado moría en la Batalla de Tumusla, y se terminaba la dominación española en el continente americano, Marquiegui estaba ya en algún lugar del campo jujeño, negociando aún las condiciones para su reinserción en la sociedad. Fue Gorriti, aparentemente, quien ordenó que se lo aceptara en paz en Jujuy.
No volvió a ejercer como militar, y permaneció casi todo el tiempo en el campo, en el límite entre Jujuy y Salta. Solo de vez en cuando subía a Jujuy. En 1831 fue nombrado presidente de una comisión que determinaría los límites entre Jujuy y Salta. En definitiva, la zona en disputa quedó para Salta: Orán, Iruya, Santa Victoria Oeste y San Andrés.
Se cree que falleció en el sur de Jujuy en 1832.